# Међународни дан жена
Међународни дан жена или, колоквијално, Осми март (8. март), дан је посвећен женама и слави се сваке године 8. марта. Овај дан је настао као дан борбе за женска људска права, односно дан борбе за економску, политичку и социјалну равноправност жена и мушкараца. Први Дан жена је обележен 1909. године у САД декларацијом коју је донела Социјалистичка странка Америке. Између осталих важних историјских догађаја, њиме се обележава и пожар у фабрици текстила у Њујорку када је погинуло преко стотину жена. Сматра се да су раднице биле задржане унутар фабрике како би их се спречило да штрајкују са другим радницима. Тада се обично радило 10 сати дневно.

## Историјски преглед
Идеја за обележавањем Међународног дана жена појавила се први пут почетком 20. века у доба брзе индустријализације и економске експанзије која је често доводила до протеста због лоших радних услова. Жене запослене у индустрији одеће и текстила су јавно демонстрирале 8. марта 1857. године у Њујорку. Текстилне раднице су демонстрирале због лоших радних услова и ниских плата. Демонстрације је растерала полиција. Те исте жене су основале синдикат два месеца касније.
Протести су се догађали и следећих година, од којих је најпознатији био 1908. године када је 15.000 жена марширало кроз Њујорк тражећи краће радно време, боље плате и демократско право гласа и за жене.
Многе жене, као на пример суфражеткиње, заступале су идеју већих женских права. Ипак, први национални Дан жена обележен је 28. фебруара 1909. године у САД након декларације коју је издала Социјалистичка странка Америке.
Године 1910, организована је прва Међународна конференција жена, која је била одржана у Копенхагену у организацији Социјалистичке Интернационале. Инспирисана америчком акцијом поводом овог питања, немачка левичарка, Луиз Циц, предложила је организовање Међународног дана жена. Иницијативу спровођења идеје празника у дело преузела је славна немачка феминисткиња и левичарка, Клара Цеткин, те је предлог прихваћен и установљен је 'Међународни дан жена', са стратегијом промовисања једнаких права, укључујући и демократско право гласа за жене.
Следеће, 1911. године је Међународни дан жена обележен у Аустрији, Немачкој, Данској и Швајцарској, уз многе демонстрације и феминисткиње широм Европе. Само у Аустроугарској било је 300 демонстрација. У Бечу су жене парадирале и носиле транспаренте. Жене су тражиле да им се омогући право да гласају и да имају право да обављају јавну функцију. Такође су протестовали против дискриминације на основу пола приликом запошљавања.
У почетку Првог светског рата жене широм Европе су одржале антиратне демонстрације за мир.

Обележавање Међународног дана жена 1914. године у Немачкој било је посвећено женском праву на гласање, које нису освојиле до 1918. године. У Лондону је 8. марта 1914. године одржан марш као подршка женском праву гласа.
Након бољшевичке револуције, бољшевичка феминисткиња Александра Колонтај наговорила је Лењина да 8. март постане државни празник, што се усвојило. Празник је прихваћен и од стране касније насталих једнопартијских режима, којима је политичко-програмски узор био СССР. Међутим, у многим једнопартијским државама тај празник је изгубио своју основу идеју и постао прилика мушкарцима за исказивање љубави и поштовања према припадницама супротног пола, послуживши као својеврсни амалгам Мајчиног дана и Валентинова у западним државама.

## Дан жена данас
На западу се Међународни дан жена углавном престао обележавати у првој половини 20. века, делом и због тога што га се повезивало са једнопартијским системом и бољшевичким комунизмом. Мајчин дан се као празник у част мајки и материнства обележава у тим земљама сваке друге недеље у мају.
Међутим, нову афирмацију Међународног дана жена, као дана борбе за равноправност и женска људска права, омогућили су социјални и феминистички покрети 1960-их и 1970-их година, као и стварање нове левице која је демократска, те одбацује ауторитарност.
Године 1975, која је проглашена Међународном годином жене, Уједињене нације су службено почеле обележавати Међународни дан жена. У међувремену су уведене институције као што су трудничко боловање, ограничење рада жена у трећој (ноћној) смени, иста плата за исти рад, демократско право гласа и многе друге.
Швајцарска је била последња земља у Европи која је увела право гласа женама (1972).
Данас многе организације у свету обележавају Међународни дан жена демонстрацијама, предавањима и акцијама са циљем промовисања равноправности и даљег унапређења женских и људских права. А неке се настоје изборити да постане државни празник у земљама у којима то још није.
Дан жена је остао државни празник у Русији, Белорусији, Украјини, Казахстану, Киргистану, Молдавији, Монголији, Таџикистану и другим земљама.
Женама се данас у многим државама уобичајено уз честитку дарује цвеће.